# 釋通慧
釋 通慧（しゃく つうけい、1927年3月5日 - 2013年2月26日）は、中国の禅僧。俗姓は唐で、俗名は振幇であり、中国四川省遂寧市大英県蓬莱鎮に生まれた。円寂前、三年後に皆の前で壷を開けるように弟子らに指示した。2016年6月12日の吉時に壺開けすると、和尚の体が無傷のままで肉身仏であることが顕わになった。その後中国四川省の広漢市龍居寺の馬祖殿に祭られる。 

## 生涯
通慧は、1922年3月5日に生まれ、小さい頃から両親に従い、精進する。1931年に中国蓬渓の金文寺にて出家。1940年に中国宝光寺に妙能法師より具足戒を受けた。1941年に能海法師に追随して四川省成都市の浄慈寺で勉強。1942年に四川省の広漢市龍居寺に居た。文化大革命期間中に龍居寺は没収・毀損され僧侶らは追放された。1986年に広漢市龍居寺が再興されると、通慧法師は首任の住持となり寺を全面的に修復し、新しく羅漢堂、大本堂、蔵経楼、宿泊楼を建て、山門を立て直し、地蔵殿、天王殿や鐘鼓楼等を修復した。2013年2月26日夜8時40分に没した後、壷に納められた。死ぬ事を弟子に伝える際に、3年後に皆の前で壷を開けるように指示しており、2016年6月12日に壺が開けられたところ、肉身は無傷で、肉身菩薩となったことを顕わした。

## 法承

### 師
- 釋妙能
- 釋能海
- 釋戒源

### 弟子
- 釋心安